# Đánh lừa ở động vật
Sự lừa dối ở động vật (Deception) là sự phơi bày, phô diễn những thông tin sai lệch của một con vật sang loài khác (có thể là cùng loài hoặc các loài khác nhau) theo cách cố tình phơi bày những thông tin không đúng sự thật để đánh lừa lẫn nhau. Sự lừa dối trong thế giới động vật không mặc nhiên ngụ ý về một hành động có ý thức, nhưng có thể xảy ra ở các cấp khác nhau về khả năng nhận thức. Bắt chước (Mimicry) và ngụy trang cho phép động vật có vẻ như khác với chính chúng. Lừa bịp là một trong những mánh khóe để giúp con mồi gia tăng cơ hội sống sót, chúng có thể đánh lừa các loài săn mồi thông qua việc bắt chước các loài động vật nguy hiểm hoặc giúp kẻ săn mồi có thủ đoạn kiếm được nhiều bữa ăn hơn. Ở mỗi cặp động vật săn đuổi-trốn tránh, cấp độ tiến hóa trá hình và phát hiện khác nhau tất cả trong cuộc đấu tranh sinh tồn của tự nhiên.

## Tổng quan

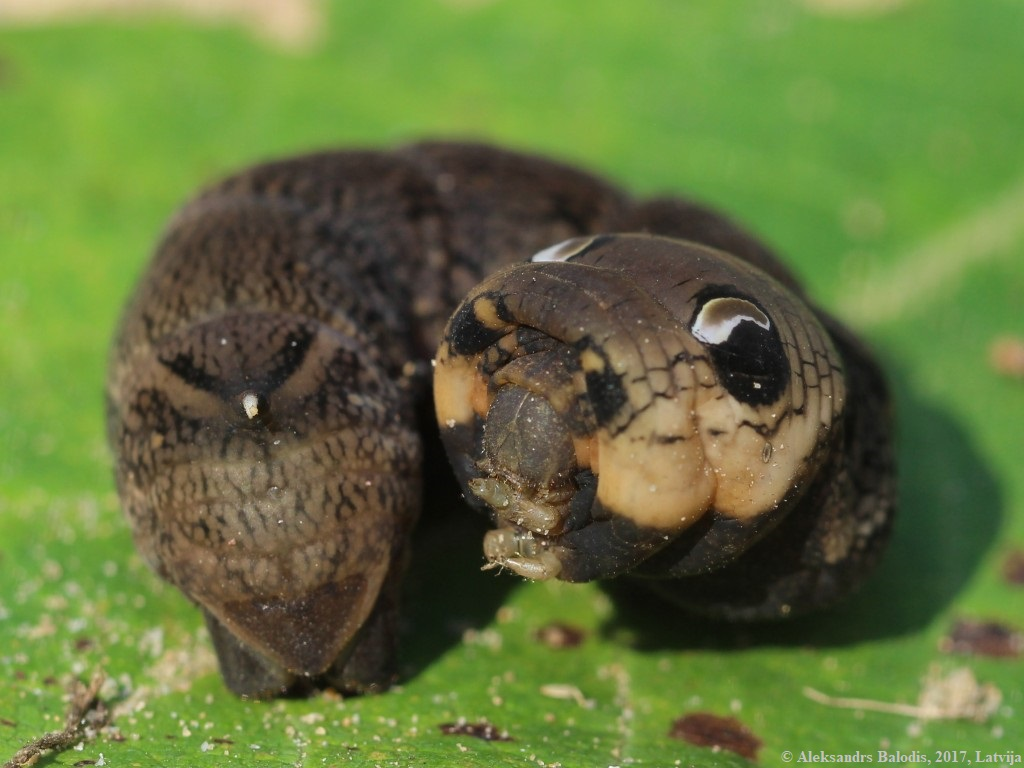
Một con côn trùng có ngoại hình giả dạng như một con rắn lớn

Con mồi có thể xuất hiện như những kẻ thù nguy hiểm, hoặc ngược lại, những kẻ săn mồi nguy hiểm đôi khi lại tỏ vẻ vô hại một cách chết người. Cả kẻ săn mồi và con mồi có thể khó nhìn thấy theo cơ chế tằng hình (crypsis), hoặc có thể bị nhầm lẫn với các sự vật, loài vật khác (mimesis). Đối với cơ chế bắt chước kiểu Bates, các động vật vô hại có vẻ như rất phiền não hoặc độc hại, đó chính là sự kết hợp của cơ chế trá hình tinh vi thông qua quá trình tiến hóa liên tục.
Trong tự nhiên, mỗi lợi thế đều làm tăng cơ hội sinh tồn của động vật, cũng như cơ hội sinh sản, phát triển bầy đàn. Một trong những sự thích nghi đó chính là khả năng ngụy trang, khả năng giấu mình của động vật tránh xa thú dữ và hiểm nguy rình rập. Nhiều loại động vật sở hữu những dấu chấm phòng vệ để tránh bị ăn thịt, bao gồm có các mẫu hoa văn nhằm giảm bớt nguy cơ bị phát hiện, để cảnh báo rằng con vật này có chứa độc tố hay không thể ăn thịt được (cảnh báo màu sắc), hay để bắt chước giả làm con vật khác hay vật thể khác ("bắt chước" và "giả dạng").
Trong cơ chế tự động hóa trang, động vật có thể có đốm đốm đốm trong phần cơ thể ít quan trọng hơn đầu, giúp làm mất tập trung và tăng cơ hội sống sót, cũng như những sọc vằn của ngựa vằn có thể gây nhiễu thông tin cho kẻ thù. Ở các dạng hoạt động chống ăn thịt cấp cao hơn, động vật có thể giả vờ chết (chết giả) khi phát hiện ra kẻ săn mồi, hoặc có thể che giấu bản thân một cách nhanh chóng hoặc hành động để đánh lừa một kẻ săn mồi, chẳng hạn như khi mực cephalopod giải phóng ra một lượng mực đen ngòm để làm rối kẻ thù và nhanh chóng tẩu thoát.
Trong khi đó hành vi hù dọa (deimatic) một con vật vô hại cố tình tạo ra một cảnh đe doạ hoặc hiển thị các bộ phận màu sắc rực rỡ của cơ thể để bắt đầu một kẻ thù hoặc đối thủ, việc hù họa này cũng có thể tạo ra hiệu ứng dữ dội từ những đường nét (Shape) trên cơ thể, thông thường là phần đầu, mặt. Một số động vật có thể sử dụng việc lừa dối chiến thuật, với hành vi được triển khai theo cách mà các loài động vật khác hiểu sai những gì đang xảy ra với lợi thế của tác nhân. Một số bằng chứng cho điều này là giai thoại, nhưng các nghiên cứu thực nghiệm về cho thấy rằng một số loài động vật đã thực hành lừa dối.

## Bắt chước

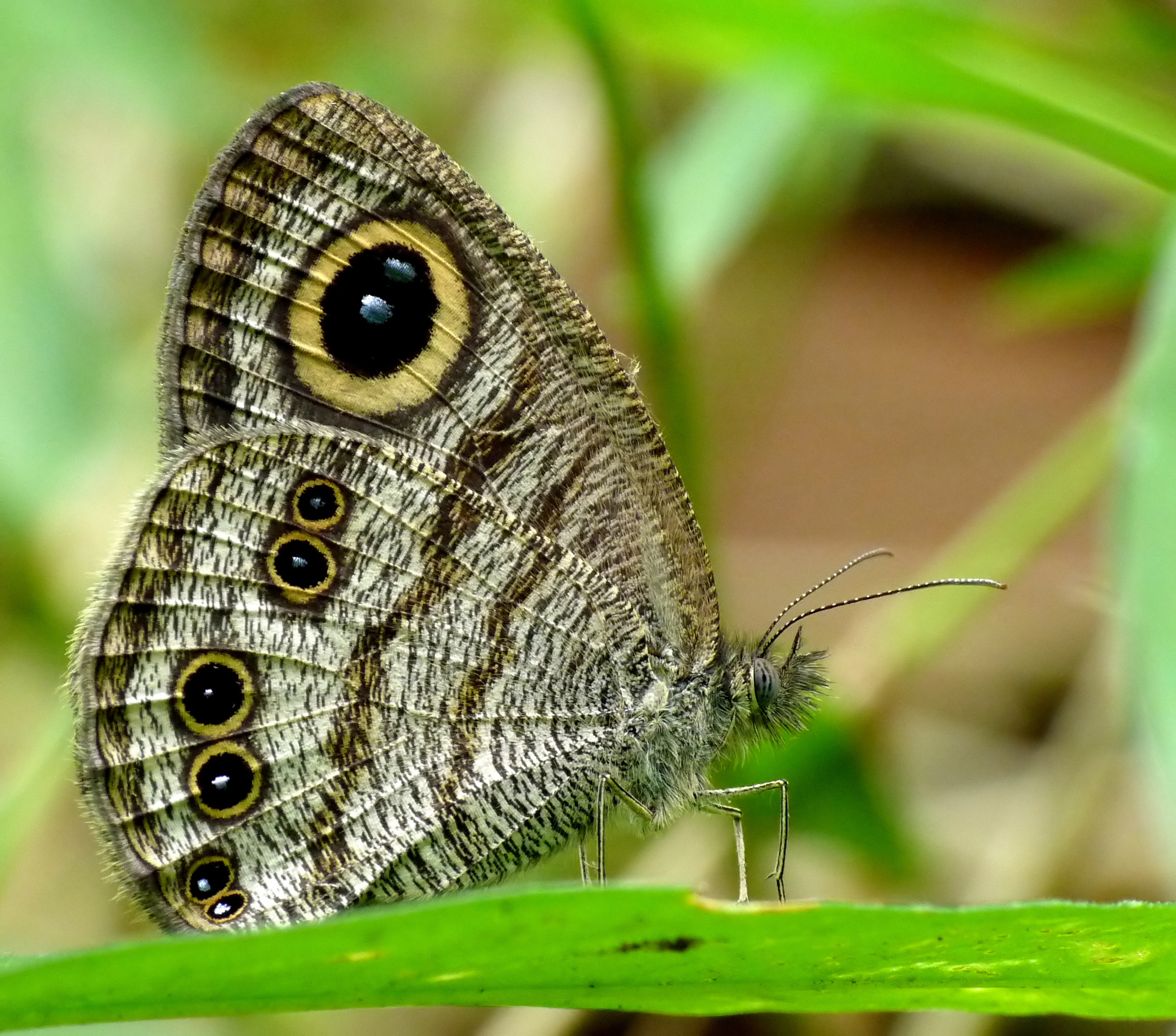
Một con bướm có cánh hình mắt lớn

Cách khác là động vật biến hình thành thứ gì khác hấp dẫn hoặc có vẻ ngoài nguy hiểm. Bạch tuộc biến hình là một loài động vật thủy sinh thông minh có khả năng bắt chước các động vật biển khác nhau bao gồm cả cá, sư tử, rắn biển, cá đuối gai độc và sứa. Ngoài chuyển động cơ thể, chúng cũng có thể biến thành màu sắc của động vật chúng chọn để bắt chước. Chúng cũng sử dụng thay đổi màu sắc để pha trộn với môi trường xung quanh. Loài hổ còn có thể giả dạng tiếng kêu của các loài khác để thu hút con mồi (chẳng hạn như lợn rừng, hươu, nai)
Loài bạch tuộc có thể bắt chước hình dáng của hơn 15 loài khác nhau bao gồm rắn biển, mao tiên hay cá thờn bơn, cỏ chân ngỗng. Chúng sử dụng những khớp xoắn có sẵn trong xúc tu để biến đổi cơ thể trong khoảng thời gian ngắn. Sự thay đổi hình dáng bên ngoài được loài bạch tuộc thực hiện khi chúng nhận thấy có mối đe dọa và phản ứng đầu tiên là bắt chước thành chính kẻ thù mình. Bạch tuộc bắt chước còn có khả năng nhận biết động vật để mạo danh. Ví dụ, khi bạch tuộc bị tấn công bởi loài cá biển chuyên sống ở rạn san hô, nó sẽ biến mình thành một chú rắn biển dài, có màu vàng đen để đe dọa rồi sau đó lẩn trốn.
Một loài nhộng bướm ở Costa Rica thường trú trong các chiếc lá cuộn tròn. Khi nhìn ngước lên, đôi mắt giả trên cơ thể con nhộng khiến những con chim nhỏ có ý định tiến lại gần phải sợ hãi và tránh xa. Một loài côn trùng được gọi là Hyalymenus nymph có hình dáng và hành động giống như các con kiến ăn nhựa cây. Nhờ đó, các loài có ý định tấn công chúng sẽ tránh xa vì cho rằng đây là những con kiến hung dữ. Tuy nhiên, nếu đàn kiến phát hiện được cách ngụy trang này, chúng sẽ tấn công các con côn trùng
Sâu Cyphonia clavata có điểm đặc biệt là có thêm một phần thừa hình con kiến trên lưng. Phần thừa này khiến kẻ thù của chúng chán nản mà bỏ đi. Hoặc loài rắn chúa ở Mỹ (không có độc) nhưng bắt chước màu sắc của rắn san hổ (loài kịch độc) để lừa các loài ăn thịt. Với ngoại hình khá giống với rắn san hô đỏ cực độc, nhưng rắn sữa hoàn toàn vô hại. Để phân biệt rắn sữa và rắn san hô đỏ, người ta căn cứ vào màu sắc của thân: sọc đỏ nằm cạnh sọc đen là rắn sữa, sọc đỏ nằm cạnh sọc vàng là rắn san hô đỏ. Hoặc các loài trong họ ruồi giả ong thường có ngoại hình giả dạng thành các loài ong vò võ để làm các con vật săn mồi thôi ý định tấn công.
Loài cóc khổng lồ châu Phi là món ăn ngon cho bất kỳ động vật ăn thịt nào, vì thế nó đã sử dụng khả năng của mình để bắt chước, cải trang thành loài rắn hổ lục Gaboon có nọc độc cao để thoát khỏi bị ăn thịt. Mô hình màu sắc và hình dạng của cơ thể con cóc giống với đầu của rắn hổ lục, hai đốm nâu sẫm và một dải màu nâu sẫm kéo dài xuống lưng, hình dạng tam giác của cơ thể, một ranh giới sắc nét giữa lưng nâu và sườn nâu sẫm và làn da của loài cóc này, rắn hổ lục Gaboon có khả năng gây ra những vết cắn chết người, những kẻ săn mồi có thể sẽ tránh những con cóc trông tương tự để bảo đảm chúng không phạm sai lầm chết người, con cóc khổng lồ Congo dường như không có mặt ở những khu vực không có loài rắn có nọc độc Gaboon, với sự xuất hiện, hành vi tương tự và phân bố địa lý chồng chéo của chúng, những con cóc và rắn hổ lục có thể kết hợp với nhau, và điều này tiếp tục ủng hộ giả thuyết bắt chước.

### Kiểu Bates
Đây một kiểu bắt chước trong sinh học được đặt tên theo nhà tự nhiên học người Anh Henry Walter Bates. Trong kiểu bắt chước này thì một loài không độc hại giả trang giống như một loài có hại nhằm tránh khỏi bị săn bắt bởi những loài ăn thịt chúng. Ví dụ là loài ruồi giả ong giả trang thành ong để khiến cho chim chóc sợ mà không dám tấn công chúng. Một ví dụ khác là một số loài bướm giả trang thành loại khác có vị khó ăn khiến cho chim không muốn ăn chúng. Bắt chước kiểu Bates là loại bắt chước thông thường nhất và được nghiên cứu kỹ lưỡng nhất.
Sự bắt chước không chỉ giới hạn ở bề ngoài, màu sắc, hình dạng mà còn có thể bắt chước về mùi, về âm thanh, thái độ và động tác. Trong các thí dụ nổi tiếng nhất về bắt chước Bates là ở loài bướm, trong đó khoảng 1/4 trong số hơn 200 loài bướm nhạn Papilio là kẻ mạo danh không độc hại của loài bướm độc. Các thí dụ khác từ "vương quốc" động vật bao gồm cá sao chổi đánh lừa những kẻ săn mồi nghĩ rằng đuôi của chúng là một con lươn Moray, thằn lằn Galliwasp Brazil bắt chước một con rết độc và cá mập ngựa vằn có màu sắc và chuyển động nhấp nhô của rắn biển. Nhiều loài rắn vô hại bắt chước có nọc độc ví dụ như rắn sữa bắt chước rắn san hô và một số sâu bướm, thằn lằn không có chân và thậm chí cả chim cũng có thể làm như vậy.

### Kiểu Müller
Bắt chước kiểu Müller là một hiện tượng tự nhiên trong đó hai sinh vật nguy hiểm hay độc hại bắt chước lẫn nhau để de dọa hay cảnh cáo những động vật nào muốn ăn chúng. Khác với bắt chước kiểu Bates, ở đây cả hai loài động vật đều độc hai. Do hai loài giống nhau nên có lợi cho cả hai, khi một sinh vật ăn thịt một con thì nó nhận thức ra rằng nên tránh luôn con kia. Loại bắt chước này được miêu tả và đề xướng bởi Fritz Müller năm 1878.

## Ngụy trang
Ngụy trang tự nhiên là một trong những biện pháp phòng vệ của con mồi chống lại những kẻ săn mồi, đây là một trong những chiến lược phổ biến. Ở sinh vật còn có trường hợp thay đổi ngoại hình để nó trở nên lẫn vào môi trường xung quanh gọi là ngụy trang. Đây là hành vi (tập tính) của sinh vật nhằm trốn tránh khỏi khả năng quan sát của đối tượng khác. Tập tính này có thể giúp sinh vật trốn tránh kẻ thù hoặc dễ dàng hơn trong việc săn mồi. Ngụy trang cho phép một con vật trở nên bí ẩn. Luôn có sự tiến hóa liên tục trong khả năng phát hiện sự trá hình và tương tự năng lực ẩn trốn cũng biến đổi luôn luôn.
Có một số cách để làm điều này, một là động vật hòa mình vào môi trường xung quanh, cách khác là động vật biến hình thành thứ gì khác hấp dẫn hoặc có vẻ ngoài nguy hiểm. Luôn có sự tiến hóa liên tục trong khả năng phát hiện sự trá hình, tương tự năng lực ẩn trốn cũng biến đổi luôn luôn. Ở mỗi cặp động vật săn đuổi-trốn tránh, cấp độ tiến hóa trá hình và phát hiện khác nhau. Một số động vật ẩn trốn làm giả chuyển động trong tự nhiên, ví dụ chiếc lá trong gió. Điều này gọi là hành vi ẩn mình theo môi trường. Các động vật khác gắn liền hoặc lấy những vật liệu trong tự nhiên đắp lên thân mình để ẩn náu. Trong tự nhiên, rất nhiều loài động vật sử dụng màu sắc cơ thể để ngụy trang tránh động vật săn mồi.
Ngụy trang có thể là động vật hòa mình vào môi trường xung quanh thông qua sự biến đổi màu sắc động động. Sự thay đổi nhanh chóng của màu da, bộ lông là một trong những điều tuyệt kỳ lạ có thể thấy ở vương quốc động vật, nhiều loài động vật tự biến đổi màu sắc và hình dạng của mình trông giống y như một chiếc lá, một khúc cây hay một khối rong biển để ngụy trang và trốn tránh kẻ thù.Ngụy trang không chỉ là sự thay đổi màu sắc tạm thời của những con vật khi muốn lẩn trốn hiểm nguy mà chính là sự biến đổi lâu dài về hệ gen của chúng trong quá trình đấu tranh sinh tồn để sao cho phù hợp với môi trường sống xung quanh.
Việc ngụy trang không chỉ có ở các loài động vật bị săn đuổi mà ngay cả với những động vật săn mồi chúng cũng dùng phương pháp này, nhất là những loài săn mồi mai phục. Ngụy trang như những đường vằn trên lưng con hổ giúp nó lẫn vào trong môi trường để dễ dàng săn mồi hơn, điển hình nhất là những con hổ Sumatra. Những con cáo Bắc Cực có bộ lông trắng trong suốt mùa đông, nó cho phép chúng ngụy trang với tuyết của đài nguyên Bắc Cực, do đó các loài cáo Bắc cực có thể bắt các con mồi như thỏ rừng và các loài cá. Trong mùa hè năm sau, màu sắc của chúng sẽ thay đổi sang màu nâu giúp ngụy trang khi ẩn nấp trong các tảng đá rêu Bắc cực thời điểm đó.

### Hòa trộn
Ốc sên xanh lục ngụy trang rất tốt trên một chiếc lá lớn ở rừng mưa. Mực nang ngụy trang có thể đánh lừa cả đồng loại, Gấu trúc lớn (Ailuropoda melanoleuca) có lông màu đen và màu trắng đặc trưng giúp chúng ngụy trang trong môi trường sống và giao tiếp với nhau, phần lông màu đen giúp chúng ẩn mình trong bóng râm. Chim Potoo ban ngày hoàn toàn không di chuyển, chỉ đứng yên như tượng, nhắm mắt lại và ẩn nấp dưới những cành cây. Bộ lông màu nâu đặc trưng cũng giúp chúng ngụy trang, tránh nguy hiểm. Trong khi vỏ cây giúp bảo vệ một con bướm trắng đốm đen ở Cornwal, Anh.
Đậu trên cây trong rừng ở Tây Malaysia, những con côn trùng lá không lổ rất khó bị phát hiện. Sao biển nằm lẫn với san hô mềm tại vùng biển quanh Papua New Guinea. Đáy biển ở ngoài khơi Tobago là nơi lý tưởng để cá bơn đuôi công lẩn tránh kẻ thù và săn mồi hay Một con cá bọ cáp ngụy trang dưới đáy biển ở Thái Bình Dương. Cú xám lớn lẫn với màu vỏ cây trong rừng. Cỏ dài trên các thảo nguyên ở châu Phi cho phép loài linh dương Kudu dễ dàng lẩn tránh kẻ thù. Lớp lông trắng muốt của thỏ Bắc cực giúp nó gần như không bị kẻ thù phát hiện trên tuyết ở Canada.
Loài cóc sống trong các khu vừng nhiệt đới ở Panama có hình dạng giống như những chiếc lá khô đã ngả màu vàng. Vì sống trong các khu rừng nhiệt đới, nơi dễ bị tấn công và trở thành con mồi của những loài động vật to lớn khác, nên đặc điểm này giúp chúng ẩn mình vào những đám lá và tránh được sự tìm kiếm của kẻ thù. Loài côn trùng lá ở Malaysia có vẻ bề ngoài rất giống một loài thực vật, với phần thân có màu sắc và hình dáng của một chiếc lá. Nhờ vào lợi thế này, chúng có thể đánh lừa thị giác của những kẻ săn mồi một cách dễ dàng. Để tránh sự tấn công của chim, thằn lằn hoặc những loài động vật săn mồi khác, sâu bọ nhảy có thể khiến kẻ thù giật mình bằng cách xoay người, làm lộ hai đốm đỏ, gây nhầm lẫn với đôi mắt của các loài động vật lớn hơn. Khi quay người vào trong, đôi cánh của con bọ sẽ có màu trùng với màu sắc của vỏ cây.
Bướm đêm ngụy trang thành hình lá màu cam để lẫn vào những chiếc lá thu hay san hô xung quanh các đảo ở Indonesia là nơi lý tưởng để cá ngựa nhỏ ngụy trang, trong khi san hô cũng là nơi để loài cá bọ cạp tránh kẻ thù. Cá chìa vôi tận dụng thân hình có màu giống tảo để đánh lừa con mồi tại Eo biển Manche. Con ếch nâu gần như không bị phát hiện khi nó hòa lẫn với môi trường xung quanh ở Tây Australia, Ếch cây châu Á ngụy trang hoàn hảo thành màu lá trong khu bảo tồn Thung lũng Danum, Borneo, Malaysia. Màu sắc bí ẩn và hình dáng giống như một chiếc lá sẽ bảo vệ loài bướm nhiệt đới Geometridae khỏi nguy cơ bị tấn công
Cách ngụy trang của một loài côn trùng thuộc họ muỗm được gọi là katydid, sống ở rừng nhiệt đới của Panama, là bám vào những cây địa y có màu sắc tương tự như màu da của chúng. Vào ban ngày, loài côn trùng này nằm im bất động trên các thân cây. Chúng thường đi kiếm ăn vào ban đêm. Một loài côn trùng tận dụng màu sắc bắt mắt và dễ bị lẫn với các bông hoa lạc tiên để ẩn mình khi gặp nguy hiểm. Khả năng ngụy trang giúp chúng đánh lạc hướng kẻ thù khá hiệu quả. Một loài muỗm khác có bộ chân buông dài giống như những nhánh cây con. Để lẩn trốn, loài này thường bám vào các thân cây mảnh có nhiều nhánh cây nhỏ. Tuy nhiên, cách ngụy trang này đôi khi vẫn bị một số loài động vật như khỉ, chim, thằn lằn, ếch, rắn, phát hiện.

### Ẩn trốn
Một số động vật ẩn trốn làm giả chuyển động trong tự nhiên ví dụ như chiếc lá trong gió. Các động vật khác gắn liền hoặc lấy những vật liệu trong tự nhiên đắp lên thân mình để ẩn náu. Nhện Cyclosa mulmeinensis có khả năng tự tạo những vật trang trí có hình dạng và màu sắc giống cơ thể chúng, nhằm đánh lạc hướng kẻ thù chính là ong bắp cày, loài nhện này trang trí mạng của chúng bằng xác côn trùng chết và bao trứng của chúng. Do đó ong bắp cày không thể phân biệt được nhện với những vật trang trí trên mạng.
Loài thằn lằn Thorny Devil (Moloch horridus) sống ở vùng đất đá khô cằn miền trung nước Úc, cơ thể loài này có thể đạt tới chiều dài 20,32 cm. Toàn thân nó được bao phủ bởi gai cứng và sắc nhọn, cản trở các động vật ăn thịt tới gần. Nó cũng có thể tự ngụy trang bằng cách thay đổi màu sắc giống với môi trường xung quanh. Đặc biệt hơn, loài thằn lằn này còn biết đánh lừa kẻ thù. Nó có một cái đầu giả đằng sau cổ để khi một kẻ thù ăn thịt lượn lờ xung quanh, con thằn lằn có gai sẽ vùi cái đầu thật xuống cát, còn cái đầu thật của nó vẫn sẽ được bảo toàn. Một số loài cua vẫn biết cách tự vệ bằng cách ngụy trang độc đáo của mình. Cua nhặt những mảnh vỏ sò, san hô, đá sỏi dưới đáy biển để gắn lên lưng của mình. Nhờ vậy, các loài động vật săn mồi không thể phát hiện ra chú cua đang ẩn nấp sau vỏ sò, san hô.
Bọ ngũ cốc (Cereal leaf beetle) tự vệ bằng cách bao phủ thân thể bằng phân của mình, đó là những gì bọ ngũ cốc làm để tồn tại trong môi trường tự nhiên khắc nghiệt. Bọ ngũ cốc có một vẻ ngoài rất bắt mắt nhờ đôi cánh óng ả và phần thân màu đỏ cam. Chúng là loài côn trùng rất có hại cho nền nông nghiệp, bọ ngũ cốc còn nổi danh trong giới côn trùng học nhờ phương thức tự vệ rất mất vệ sinh. Trong thời gian còn là ấu trùng, loài bọ này phủ lên mình một chất dẻo với thành phần chủ yếu là phân của chúng. Nguyên do là bởi ấu trùng của bọ ngũ cốc có màu vàng trắng, trông ấn tượng không kém cá thể trưởng thành. Việc tạo nên lớp khiên này có thể giúp chúng che lấp đi màu sắc nổi bật của bản thân khỏi những kẻ săn mồi trong tự nhiên.

## Thị giác

### Hiệu ứng
Ngựa vằn có bộ lông sọc đen trắng là để đánh lừa thị giác các loài động vật săn mồi, nó làm hoa mắt đối phương, ngựa vằn châu Phi đã sử dụng các sọc trên bộ lông để làm lóa mắt những kẻ thù săn mồi. Các sọc trắng-đen xen kẽ trên bộ lông có tác dụng tạo ra ra ảo giác che giấu cử động của một con ngựa vằn và bảo vệ nó trước việc bị tấn công. Các sọc chạy theo hướng dễ nhận biết trên phần hông và các sọc chạy dọc hẹp hơn trên lưng và cổ của một con ngựa vằn đã tạo ra những tín hiệu chuyển động bất ngờ, gây nhầm lẫn cho các đối tượng quan sát, đặc biệt là trong một đàn ngựa vằn.
Ngựa vằn sống thành từng bầy lớn trên đồng cỏ và những vằn đen trắng so le nhau của ngựa vằn có nhiều tác dụng rất lớn trong việc ngụy trang khi hòa lẫn vào những đồng cỏ xavan rộng lớn hoặc khi đi cả đàn với nhau sẽ hòa thành 1 khối khổng lồ, gây hoang mang cho kẻ thù. Các sọc đen trắng này lại giúp ngựa vằn đánh lạc hướng các loài thú ăn thịt. Khi những con ngựa vằn đứng tập hợp lại với nhau, với số lượng các sọc đen trắng lớn có thể đánh lừa các loài ăn thịt khác. Giống như một dạng ảo ảnh quang học, khiến cho 10 con ngựa vằn đứng gần nhau trông giống như một khối khổng lồ để đánh lừa các loài ăn thịt và khiến chúng không dám tới gần.
Vằn sọc có thể giúp tránh gây nhầm lẫn với kẻ thù bằng hình thức ngụy trang chuyển động - một nhóm ngựa vằn đứng hoặc di chuyển gần nhau có thể xuất hiện thành một khối lượng lớn các sọc lập lòe, gây khó khăn hơn cho sư tử để chọn ra một mục tiêu. Có gợi ý rằng khi di chuyển, vằn sọc có thể làm gây nhầm lẫn những kẻ quan sát, chẳng hạn như những kẻ thù động vật có vú và côn trùng cắn, bằng hai loại ảo ảnh: Hiệu ứng bánh xe ngựa, nơi nhận thức chuyển động bị đảo ngược, hoặc ảo ảnh barberpole, nơi nhận thức chuyển động bị sai hướng.
Trong suốt quá trình tiến hóa, cũng như để ngụy trang, đánh lạc hướng kẻ thù, từ loài có một màu mà ngựa vằn đã tiến hóa để có thêm các sọc đen trắng. Các sọc đen trắng giúp ngựa vằn đánh lạc hướng các loài thú dữ khiến chúng không dám tới gần. Có thể nói, ngựa vằn châu Phi đã sử dụng các sọc trên bộ lông để làm lóa mắt những kẻ thù săn mồi, các sọc trắng đen xen kẽ trên bộ lông có tác dụng tạo ra ra ảo giác che giấu cử động của một con ngựa vằn và bảo vệ nó trước việc bị tấn công, các sọc trên bộ lông ngựa vằn không chỉ gây rối cho những động vật săn mồi lớn như sư tử, mà còn có ảnh hưởng đối với cả ruồi và sâu bọ.
Các thí nghiệm của nhiều nhà nghiên cứu khác nhau cho thấy vằn sọc còn hiệu quả trong việc thu hút một số loài ruồi, bao gồm ruồi xê xê hút máu và ruồi trâu Một thí nghiệm năm 2012 tại Hungary cho thấy những mô hình sọc ngựa vằn gần như ít hấp dẫn đối với ruồi trâu. Những con ruồi này bị thu hút bởi ánh sáng tuyến tính phân cực, và nghiên cứu chỉ ra những sọc đen và trắng đã phá vỡ hoa văn hấp dẫn. Hơn nữa, sự hấp dẫn còn tăng với sọc rộng, vì vậy những sọc tương đối hẹp của ba loài ngựa vằn sống trở nên kém hấp dẫn đối với đàn ruồi.
Các sọc chạy theo hướng dễ nhận biết trên phần hông và các sọc chạy dọc hẹp hơn trên lưng và cổ của một con ngựa vằn đã tạo ra những tín hiệu chuyển động bất ngờ, gây nhầm lẫn cho các đối tượng quan sát, đặc biệt là trong một đàn ngựa vằn. Các sọc trên bộ lông ngựa vằn cũng tạo ra kiểu ảo giác này, giúp bảo vệ chúng trước sự dòm ngó của kẻ thù săn mồi và côn trùng gây hại, các sọc chéo rộng bên hông, đường kẻ sọc hẹp trên lưng và cổ ngựa vằn gây ra ảo giác cho người xem khi con vật di chuyển, đặc biệt trong một đàn ngựa vằn lớn. Điều này giúp đánh lạc hướng động vật ăn thịt, làm sai lệch quá trình tiếp cận của động vật ký sinh.
Khi những con ngựa vằn đứng tập hợp lại với nhau, với số lượng các sọc đen trắng lớn có thể đánh lừa các loài ăn thịt khác. Như một dạng ảo ảnh quang học, 10 con ngựa vằn đứng gần nhau trông giống như một khối khổng lồ. Sọc vằn có thể bảo vệ ngựa vằn trước nguy cơ bị các loài động vật ăn thịt tấn công, nhờ tạo ảo ảnh quang học Những vạch đen trên da ngựa vằn khiến rất khó phân biệt từng cá thể làm kẻ thù khó tấn công, cụ thể là những sọc thẳng đứng có thể giúp ngựa vằn ẩn mình trong bụi cỏ bằng cách phá vỡ hình thể của nó. Ngoài ra, ngay cả ở khoảng cách vừa phải, sọc nổi bật còn kết hợp với màu xám hiện ngoài.

### Biến hình
Sự thay đổi nhanh chóng của màu da là đặc biệt nổi bật nhất của tắc kè hoa, tắc kè hoa hoàn toàn có thể pha trộn với môi trường xung quanh bằng cách ngụy trang màu sắc của chúng. Việc thay đổi màu da của tắc kè hoa lại gây ra bởi sự thay đổi tâm trạng, nhiệt độ và cường độ của ánh sáng xung quanh. Một số loài tắc kè hoa có thể biến thành bất kỳ màu sắc nào. Nó là kết quả trong việc thay đổi màu sắc của da. Sự thay đổi này sẽ xảy ra chỉ trong vòng 16-20 giây. Nó cũng cho phép chúng hoàn toàn hòa nhập với môi trường xung quanh. Loài thằn lằn quỷ gai cũng có khả năng biến đổi màu sắc trên cơ thể. Trong thời tiết ấm áp, những con thằn lằn thường có màu vàng nhạt và đỏ, nhưng nó có thể nhanh chóng thay đổi màu sắc tối hơn trong thời tiết lạnh hoặc khi gặp kẻ thù. Chúng trải qua sự thay đổi màu sắc này hàng ngày
Cá bơn có thể dễ dàng thay đổi màu sắc cơ thể phụ thuộc vào môi trường sống, thường được tìm thấy ở dạng màu nâu với những mảng khác nhau. Nó sẽ thay đổi khi họ di chuyển đến một môi trường sống mới, các con cá bơn có thể pha trộn với bất kỳ môi trường sống mới chỉ trong 5-8 giây. Khi một con cá bơn ở trong một môi trường sống mới, cơ thể của chúng sẽ sử dụng ánh sáng nhận được thông qua võng mạc để phát hiện màu sắc của bề mặt. Sau đó, cơ thể sẽ giải phóng các chất màu khác nhau để các tế bào trở thành màu sắc của môi trường sống mới.
Những con ếch cây Thái Bình Dương có đa dạng về màu sắc của da. Chúng tìm thấy với các màu sắc khác nhau như nâu, đỏ và xanh lá cây. Ngoài ra, ếc cây thái bình dương cũng có thể thay đổi màu sắc của chúng theo môi trường xung quanh. Sự thay đổi của màu sắc này sẽ xảy ra trong một vài phút, nó trở nên khó khăn để phát hiện những con ếch cây Thái Bình Dương bởi những kẻ săn mồi như rắn và chim. Bọ lá lẫn với môi trường xung quanh, hay con thằn lằn Anolis caroliensis với khả năng đổi màu da giống hệt môi trường xung quanh gần như trở thành phần phần của cành cây.
Những con bọ rùa vàng thường được gọi là bọ vàng vì màu vàng nổi bật. Khả năng thay đổi màu sắc nhanh chóng là một trong những điều đặc biệt của bọ rùa vàng trong gia đình bọ cánh cứng. Khi bị đe dọa, những con rùa bọ vàng sẽ thay đổi màu sắc rực rỡ. Sự thay đổi màu sắc này sẽ xảy ra 2 hoặc 3 phút. Khi bọ rùa vàng thay đổi màu sắc, chúng sẽ giống như một con côn trùng độc. Chúng cũng sẽ gây ngạc nhiên cho các động vật ăn thịt. Do đó, bọ rùa vàng có thể thoát thân bởi sự thay đổi màu sắc nhanh chóng. Rắn rào ngọc bích Boiga jaspidea mặc dù là loài rắn không độc nhưng nó có khả năng bắt chước một số loài rắn độc khi bị đe dọa bằng cách phình to phần đầu ra để hù dọa kẻ thù và phát ra những âm thanh đe dọa để tìm cách lẩn trốn.

## Hành vi

### Hù dọa

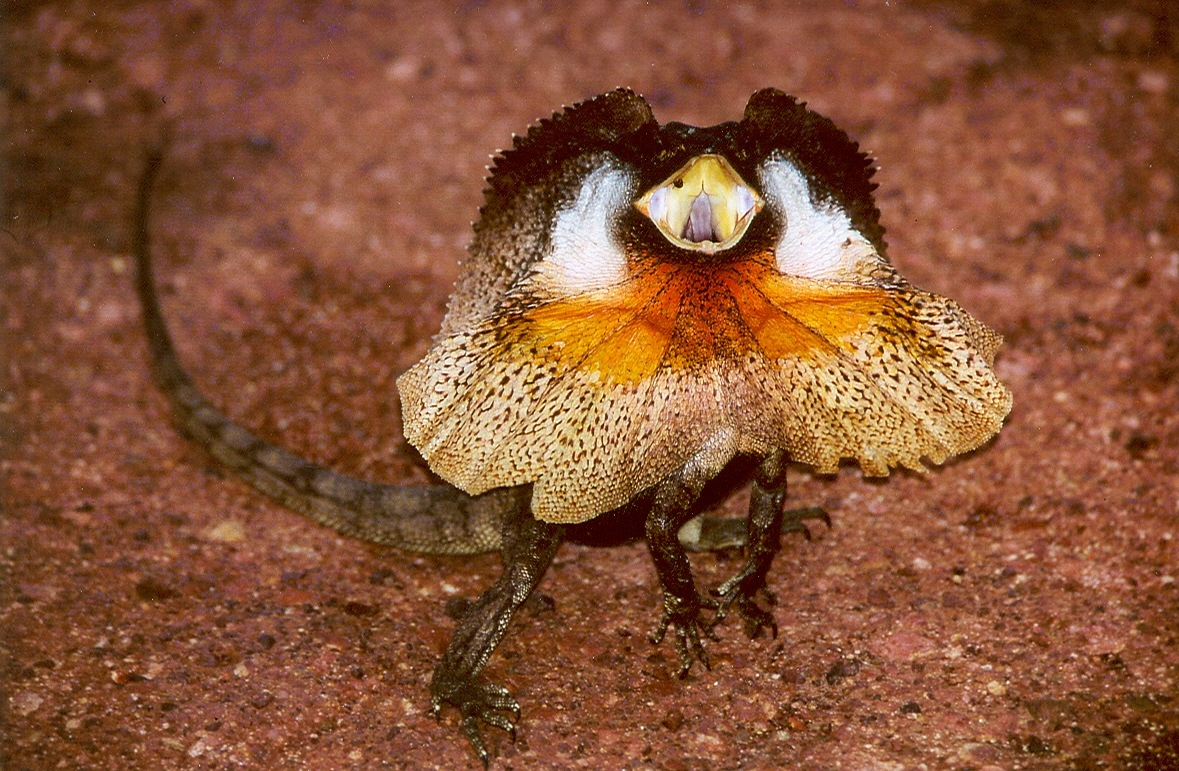
Một con tắc kè phồng mang trông dữ tợn

Một số loài động vật có chiến thuật làm cho chúng to lớn hơn để hù họa kẻ tấn công hoặc quấy rầy, những loài chim thường xù lông lên làm chúng to lớn hơn, một số loài thằn lằn có mào thì xòe mào ra, các loài ếch, nhái, cóc thì cố bơm không khí vào và làm chúng phình to ra. Chim công trống rực rỡ với cái đuôi xòe ra những họa tiết phức tạp cùng con mắt màu ngọc xanh, nó còn là vũ khí tự vệ cho chim công khi gặp kẻ thù. Chúng sẽ thị uy và mê hoặc kẻ thù. Kích thước to hơn nhờ xòe lông cùng những con mắt như mê hoặc kẻ thù sẽ giúp chim công an toàn. Loài cá nóc nhím (Diodon nicthemerus) trông từa tựa như loài cá phồng, có điều, gai của chúng bao phủ hết các vùng da trên cơ thể. Khi bị một loài cá lớn hơn đe dọa, chúng sẽ phồng mình lên giống như loài cá phồng nhằm làm sụp đổ ý đồ của kẻ thù.
Thằn lằn quỷ gai có thể thổi phồng cơ thể lên. Chúng thổi phồng ngực bằng không khí để làm cho mình lớn hơn và khó khăn hơn cho kẻ săn mồi Khi một con linh cẩu uy hiếp đàn con báo săn mẹ sẽ cố gắng chống lại, dọa dẫm và có thể đuổi được con linh cẩu đi, chúng có thể dọa và đuổi linh cẩu đi trong khi linh cẩu là một mãnh thú lớn hơn, khỏe hơn, nguy hiểm hơn và là một chiến binh giỏi hơn, nó được giúp sức bởi hai vệt đen hình giòng lệ ở bên dưới mắt, báo săn là loài vật duy nhất thuộc họ mèo có vệt dài hình dòng lệ từ khóe mắt đến khóe miệng, các vệt dài này khuếch đại các đường nét trên khuôn mặt và trông chúng như dữ tợn hơn. Do đó nếu nó gầm gừ, khè khè hay giận dữ thì những vệt hình dòng lệ sẽ khiến nó trông có vẻ hung tợn và có thể làm cho con linh cẩu to hơn bỏ đi.

### Giả chết
Nhiều loài áp dụng chiến thuật giả chết, những con thông minh hơn thì thè lưỡi và nằm bất động để giả chết. Hầu hết các loài ăn thịt thích giết ngay con mồi của mình để dùng thịt sống, còn không có hứng thú với những con vật đã chết. Chính điều này giúp nhiều con mồi thoát chết. Dưa chuột biển giả chết mình để tự vệ, khi bị đe dọa, dưa chuột biển sẽ tự moi ruột mình ra khỏi cơ thể, chúng sẽ tự va đập thân thể cho đến khi một số nội tạng trong cơ thể văng ra ngoài bằng đường hậu môn. Sau khi kẻ thù nghĩ rằng con mồi đã chết, dưa chuột biển sẽ tái tạo lại phần cơ thể đã mất và tiếp tục cuộc sống.
Loài thú có túi Opssum châu Mỹ, nếu tình thế trở nên cực kỳ nguy hiểm chúng sẽ thực hiện việc giả chết. Con vật sẽ thả rơi mình xuống đất, miệng nhỏ dãi như thể bị ốm, nằm bất động với cái miệng mở ra, bên cạnh đó, nó tiết ra một chất có mùi như xác chết từ tuyến hậu môn của mình là như xác bị thối rữa. Khi có sợ hãi, thú có túi ôpốt rơi vào trạng thái hôn mê có thể kéo dài nhiều giờ, đủ lâu để thuyết phục bất kỳ loài động vật ăn thịt nào rằng chúng đã chết. Nỗi sợ hãi cũng khiến loài vật này phát ra một mùi hôi như mùi xác chết càng giúp chúng ngụy trang tốt hơn bởi xác chết thối cũng không ngon miệng.

### Thế thân

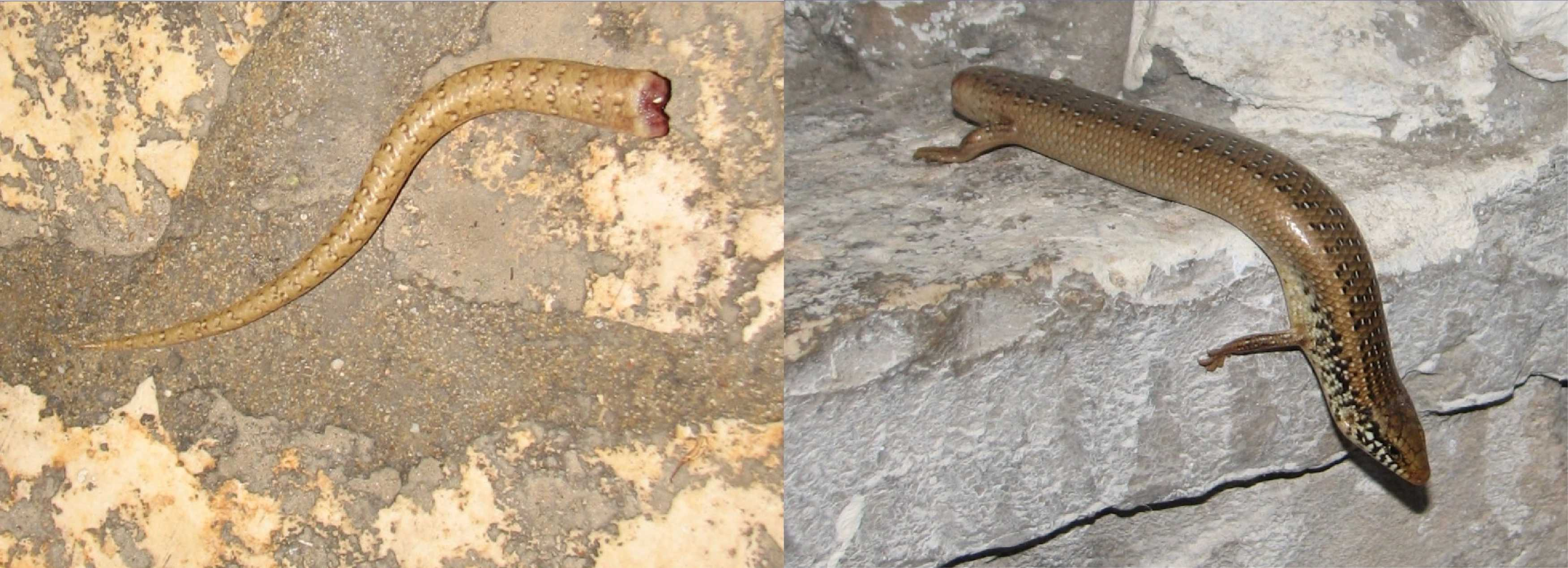
Thằn lằn đứt đuôi

Thạch sùng hay thằn lằn thường cắt đuôi để tìm cách chạy trốn mà thôi. Khi đuôi rơi ra còn đang quằn quại sẽ làm kẻ thù chú ý, còn chủ nhân của đuôi thì đã chạy xa. Nhiều con thằn lằn có thể tự vứt bỏ chiếc đuôi của mình khi bị kẻ thù săn đuổi. Bằng cách hy sinh một phần thân thể, chúng có thể giải thoát cho mình và đánh lạc hướng sự chú ý của kẻ săn mồi. Kể cả khi cái đuôi đã bị tách ra, sự co thắt của dây thần kinh cũng khiến chiếc đuôi ngọ nguậy như thế nó vẫn đang sống. Vật thể không đầu kỳ dị này sẽ khiến kẻ thù giật mình và giúp con thằn lằn cụt đuôi có cơ hội quý giá để chạy trốn. Một chiếc đuôi mới sẽ được mọc ra từ sụn, chiếc đuôi nguyên gốc thì bắt nguồn từ xương sống
Loài thằn lằn màu xanh lá cây Anole (Anolis carolinensis) có thể hy sinh phần đuôi đề thoát khỏi động vật ăn thịt và sau đó mọc trở lại vì chúng có ít nhất 326 gene ở các khu vực cụ thể của đuôi tái tạo, gồm cả những gene liên quan đến sự phát triển của phôi thai, phản ứng các tín hiệu nội tiết tố và chữa lành vết thương. Loài mực ống Octopoteuthis deletron có khả năng tự cắt bỏ một phần tua tay của mình khi tấn công hoặc khi bị kẻ thù tấn công để phòng vệ. Điều này khác với bạch tuộc là loài luôn tung ra toàn bộ xúc tu của mình khi ở trong tình thế căng thẳng, mực này sẽ cắt phần cánh tay ở gần đối tượng tấn công hơn nên giảm thiểu được sự mất mát của cơ thể.
Ngoài khả năng phun mực để tạo ra một đám mây đen cho phép nó thoát khỏi kẻ thù thì mực cũng có thể tự cắt phần tay của mình để chạy trốn. Kèm theo đó nó sẽ phun ra một luồng ánh sáng để đánh lạc hướng kẻ thù hay con mồi tạo điều kiện cho mực tấn công hoặc trốn thoát. Phần cánh tay bị mất sau đó sẽ được mực tái sinh nhưng phải mất một thời gian. Sau khi tấn công đối phương, con mực ống bỏ trốn và để lại một đoạn xúc tu của nó. Việc con mực dùng vật thế thân để đánh lạc hướng của đối thủ được tin là cách giúp nó có đủ thời gian thoát khỏi kẻ thù. Giống như loài thằn lằn, con mực sau đó tái tạo đoạn xúc tu bị mất.